# Alexander Michailowitsch Rodtschenko

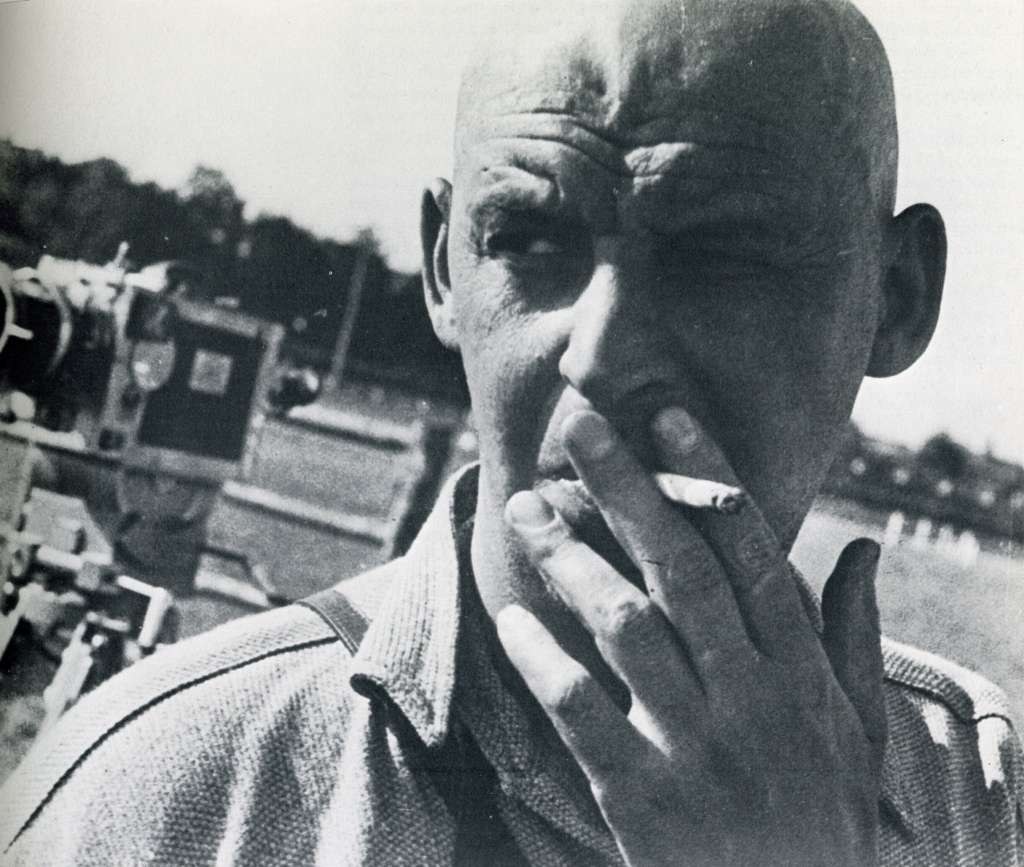
Alexander Rodtschenko (1935), Porträtfoto von Isaak Brodski

Alexander Michailowitsch Rodtschenko (russisch Александр Михайлович Родченко, wiss. Transliteration Aleksandr Michajlovič Rodčenko; * 23. Novemberjul. / 5. Dezember 1891greg. in Sankt Petersburg; † 3. Dezember 1956 in Moskau) war ein russischer bzw. sowjetischer Maler, Grafiker, Fotograf und Architekt.

## Leben und Werk
Rodtschenko wurde als Sohn von Michail Michailowitsch (1852–1907), einem landlosen Bauern, und Olga Jewdokimowna (1856–1933) Rodtschenko, Waschfrau, 1891 in Sankt Petersburg geboren. Sein Vater arbeitete als Requisiteur im „Russischen Klub“ am Newski-Prospekt, während die Familie in einer Wohnung darüber lebte. 1901 zog die Familie nach Kasan, wo Alexander Rodtschenko bis 1905 die Schule besuchte und sich 1908–09 zum Zahntechniker ausbilden ließ.

### Kasaner Kunstschule
Rodtschenko studierte anschließend bei Nikolai Iwanowitsch Feschin und Georgi Medwedew an der Kunstschule von Kasan, wobei er sich zwischen 1910 und 1912 der Malerei widmete. Seine Gemälde aus dieser Zeit sind reich an warmen Tönen, an Rot, Gelb und Ocker, auch experimentierte er mit den Kontrastfarben Blau-Rot und Grün-Rot. Nach 1912 wuchs sein Interesse für Schwarz. Rodtschenkos Kunst war in dieser Periode stark vom Jugendstil und von Zeichnungen Aubrey Beardsleys beeinflusst (Damenfigur, 1913). Neben dem Studium gab er Zeichenunterricht und malte Dekorationen für Klubs. An der Kasaner Kunstschule lernte er seine spätere Frau Warwara Stepanowa kennen. 1914 besuchte Rodtschenko die öffentlichen Lesungen der futuristischen Dichter Wladimir Majakowski, Dawid Burljuk und Wassili Kamenski.

### Umzug nach Moskau – Frühe Karriere

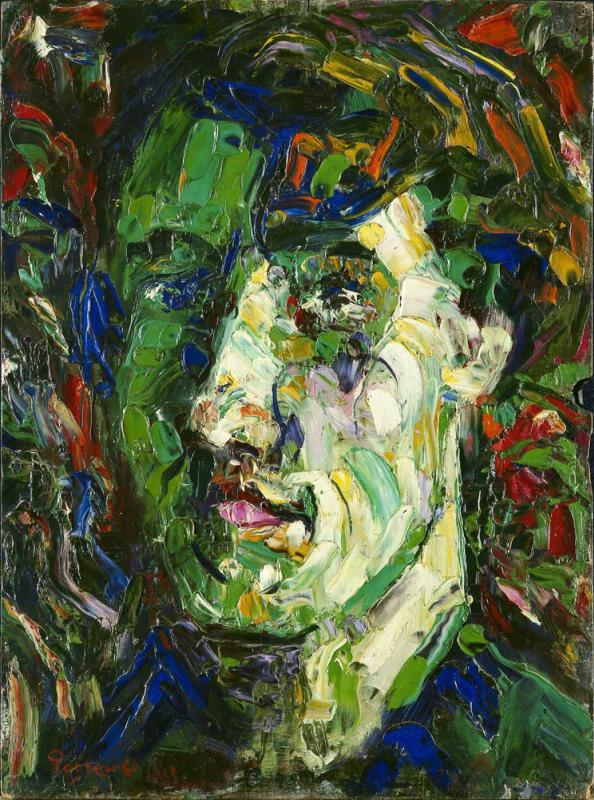
N. A. Rusakov porträtiert von Alexander Rodtschenko, 1912

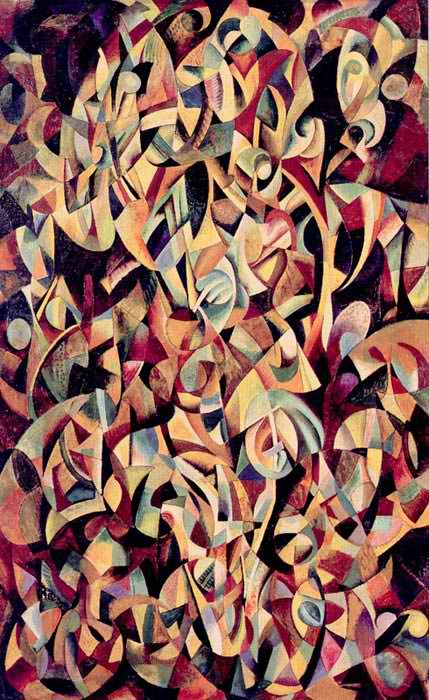
Alexander Rodtschenko Tanz, 1915

1914 schloss Rodtschenko sein Studium an der Kasaner Kunstschule ab und zog nach Moskau, wo er drei Jahre lang an der Stroganow-Schule Bildhauerei und Architektur studierte und sich verstärkt der abstrakten Malerei zuwandte. 1915 fertigte er eine Serie von Zeichnungen an, die als Zirkel-Lineal-Serie bezeichnet werden. Im Gegensatz zur abstrakten Malerei von Wassily Kandinsky bedürfen diese Bilder keiner zusätzlichen Theorien und Assoziationen. Nach der Teilnahme an der von Wladimir Tatlin organisierten Ausstellung „Magazin“ begann Rodtschenko 1916, seine Werke auf Moskauer Ausstellungen zu zeigen und konnte sich dadurch als Künstler der russischen Avantgarde etablieren. Im Jahr darauf gestaltete er den Innenraum des „Cafe Pittoresque“ zusammen mit Tatlin, Georgi Jakulow und anderen Künstlern um. Von 1918 bis 1922 arbeitete er in der Abteilung für Bildende Künste (ISO, russisch Изобразительный Отдел) des Kommissariats für Volksbildung (Narkompros, russisch Народный Коммиссариат Просвещения) als Leiter des Museumbüros und als Mitglied des Kunstkollegiums. Zeitgleich war er Vorsitzender des Erwerbsausschusses für das Museum für Künstlerische Kultur und zusammen mit Olga Rosanowa verantwortlich für die Unterabteilung der Industriekunst. 1918–26 arbeitete er als Lehrer für Theorie der Malerei an der Moskauer „Proletkult-Schule“.

### Lineismus und Raumkonstruktionen
Von September 1919 bis Oktober 1920 lebte Rodtschenko mit seiner Frau Warwara Stepanowa im Haus von Wassily Kandinsky in der Dolgy-Gasse 8. Von 1918 bis 1920 nahmen sie gemeinsam an der 5., der 10. und der 19. Staatlichen Gemäldeausstellung teil. 1919 begann Rodtschenko die Arbeit an einem großen Zyklus linearer Kompositionen, die er „Lineismus“ nannte. Die Intention des Künstlers war es, zu zeigen, dass die Linie in der Malerei und Grafik als eigenständige Form fungieren kann. In einer weiteren Serie, die parallel entstand, ging Rodtschenko radikaler und endgültiger in der Auffassung von Skulptur um. Er verzichtete auf den traditionellen Sockel sowie auf eine Hauptansicht und legte jedem Werk ein Modulprinzip zugrunde. Der „Lineismus“ bildete die Grundlage für Rodtschenkos anschließende räumliche Konstruktionen, die dieser in den Jahren 1920/21 schuf. Die Raumkonstruktionen sind im Allgemeinen aus Linien und Flächenfiguren gebildet, die statisch oder dynamisch in verschiedenen Winkeln an einer Achse angebracht sind. Am Anfang arbeitete der Künstler mit geschlossenen geometrischen Strukturen, die aus geraden Elementen von der Form eines Kreises, Dreiecks oder Rechtecks bestehen, und einfache räumliche Probleme lösen. Später fügt er Flächenelemente von geschweifter Kontur und offenen Formen hinzu, die die Räumlichkeit zur Geltung bringen und die Licht-Schatten-Effekte verstärken. Die späteren Raumkonstruktionen stellen die Lösung komplizierterer Raumverhältnisse dar. Ursprünglich wollte der Künstler die Arbeiten aus weißem Leichtmetall ausführen, da man aber zu dieser Zeit kein veredeltes Metall bekommen konnte, musste er dünnes, weiß bemaltes Sperrholz verwenden.

### Konstruktivismus
Die experimentellen Skulpturen von Tatlin und Rodtschenko vom Anfang der 1920er-Jahre mit ihrer Betonung des Materials, des Technischen, des Funktionalen und der standardisierten Formen haben vieles gemeinsam mit den späteren Zielen und Ideen des Minimalismus, wie sie etwa Donald Judd formulierte. So benutzte Rodtschenko einfache unbearbeitete Vierkanthölzer gleicher Länge, die er ohne Sockel in verschiedenen Formationen zusammenstellte.
Einen weiteren Schritt in der künstlerischen Entwicklung Rodtschenkos bildete die Objektserie von 1920–21. Es sind frei von der Decke hängende, bewegliche Konstruktionen. Diese bestehen aus dünnem Sperrholz, welches der Künstler in verschiedene geometrische Formen schnitt: Quadrate, Sechsecke, Ellipsen, u. a. Aus diesen Figuren trennte Rodtschenko wiederum gleich breite konzentrische Elemente heraus, die sich im Raum „ausklappen“, so dass aus der Fläche eine dreidimensionale Skulptur wird. Durch die bewegliche Aufhängung verändern sich die Ansichtsseite und der Lichteinfall ständig.
Rodtschenko widmete sich zusammen mit seiner Frau Stepanowa intensiv der Kunst als Experiment; der Künstler ist hier gleichzeitig Forscher und Wissenschaftler; die Konstruktion, das System, der zweckmäßige Materialgebrauch stehen im Vordergrund der künstlerischen Analysen und Experimente. Beide sind zentrale Figuren der zweiten Phase der russischen Avantgarde, des Konstruktivismus. Bei aller praktischen Anwendung schwingt aber in Rodtschenkos Theorie des Konstruktivismus ein stark utopischer Zug mit, der Glaube an eine Welt, die nach klaren Prinzipien organisiert ist, an eine unverrückbare Ordnung, in der alles Lebendige seinen festen Platz hat. „Das Leben, diese einfache Sache, hat man bis jetzt nicht gesehen, nicht gewußt, daß es so einfach und so klar ist, daß man es nur organisieren und von allem Überflüssigen befreien muß. Für das Leben arbeiten und nicht für Paläste und Tempel, nicht für Friedhöfe und Museen! Arbeiten unter allen, für alle und mit allen. Es gibt nichts Ewiges, es ist alles vergänglich. Bewußtsein, Erfahrung, Ziel, Mathematik, Technik, Industrie und Konstruktion - das steht hoch über allem. Es lebe die konstruktive Technik. Es lebe die konstruktive Haltung bei jeder Tätigkeit. Es lebe der Konstruktivismus“ (Rodtschenko 1921).
Alexander Rodtschenko stellte 1921 in der Ausstellung „5 × 5 = 25“ in Moskau ein Triptychon aus, das aus drei monochromen Leinwänden (je 62 × 52,5 cm) in den Farben Rot, Gelb und Blau bestand. Der Künstler sagte dazu: „Ich habe die Malerei zu ihrem logischen Ende gebracht und drei Bilder ausgestellt: ein rotes, ein blaues und ein gelbes, und dies mit der Feststellung: alles ist zu Ende. Es sind die Grundfarben. Jede Fläche ist eine Fläche, und es soll keine Darstellung mehr geben.“

### Ende der reinen Kunst – Produktivismus
Von 1920 bis 1923 waren Rodtschenko und Stepanowa Mitglieder des Instituts für Künstlerische Kultur (INChUK). Von 1920 bis 1921 gehörte Rodtschenko zudem der Gruppe für objektive Analyse an.
In den 1920er-Jahren arbeitete er als Maler und Grafiker und schuf vor allem Auftragsarbeiten. Danach gab er die Versuche und Experimente auf dem Gebiet der reinen Kunst auf und wendete sich der produktivistischen Kunst zu. Die Ideologie des Produktivismus lehnte die traditionelle Funktion der Kunst ab, die in Museen ausgestellt wird oder als Dekoration dient. Rodtschenko beschäftigte sich mit Arbeiten im Bereich der Grafik, Gestaltung und Kunsthandwerk. Nach der Aussage Rodtschenkos sollte die Kunst das Museum verlassen und in Form von Gegenständen zum Element des gesellschaftlichen Seins werden. Ab diesem Moment nahm die Kunst Rodtschenkos einen sozialen Charakter an. Von 1920 bis 1930 war Rodtschenko Professor an den Kunsthochschulen in Moskau (Wchutemas) und Leningrad (Wchutein), ab 1922 Dekan an der Fakultät für Metallverarbeitung.
In den Jahren 1921/22 versuchte er sich gleichzeitig auf dem Gebiet des Theaters, des Films und der Polygraphie, nahm an den Wettbewerben für Abzeichen, Schutzmarken und Gebrauchsgegenständen teil, arbeitete an Projekten für Berufsbekleidung und machte Skizzen für ein Teeservice. Außerdem arbeitete er für Alexei Gans Zeitschrift Kino-fot. Ab 1923 agierte Rodtschenko im Bereich der Typographie bei den Verlagen Molodaja Gwardia, Gosisdat, Krug, Transpetschat, den Zeitschriften LEF, Nowy LEF u. a. Handelsreklame und Polygraphie waren das erste Gebiet, auf dem Rodtschenko nicht nur gelegentlich, sondern ab 1923 ständig tätig war.

### Buchgestaltung und Collage
Sein neuer Interessenkreis führte zu einer engen schöpferischen Zusammenarbeit mit dem berühmten und einflussreichen Dichter Wladimir Majakowski. Er schuf Illustrationen für dessen Gedicht „Pro eto“, in dem der Dichter seine Liebe zu Lilja Brik besingt und in welchem Rodtschenko deren Porträtaufnahmen in verschiedenen Altersstufen in allen möglichen Variationen montiert. Es entsteht eine einzigartige Verbindung zwischen Fotomontage und konstruktivistischer Gestaltung, wodurch die Verse Majakowskis visuell nachempfunden werden.
Rodtschenko und Majakowski verfertigten gemeinsam in knapp zwei Jahren etwa 50 Plakate, fast 100 Firmenschilder, Pack- und Bonbonpapiervorlagen, Leuchtreklamen sowie Bildreklamen für Zeitungen und Zeitschriften. Sie arbeiteten für das Warenhaus GUM, Mosselprom, Gosisdat, Resinotorg und für die Gewerkschaften. Der Inhalt von Majakowskis und Rodtschenkos Reklametätigkeit ging weit über die Werbung für Produkte der staatlichen Unternehmen hinaus. Der Dichter und der Künstler agitierten für die Entwicklung der Technik, die Verbesserung der Arbeitsbedingungen und andere gesellschaftliche Belange. Rodtschenkos Stil der Reklamegrafik war einfach und klar und harmonierte mit den lakonischen, wortspielerischen Zweizeilern von Majakowski. Die Werbetexte und Bilder waren funktionsgerecht, frei von jeder überflüssigen Information. Rodtschenko arbeitete mit großen, einfach geformten, leicht lesbaren Buchstaben und benutzte oft große Ausrufe- und Fragezeichen. Die Verwendung des Pfeils in der Komposition, der symmetrisch angeordneten Buchstaben und anderer grafischer Elemente erleichterten die Entschlüsselung des Plakats für den Betrachter.
Rodtschenko war der erste Künstler in der UdSSR, der mit der Technik der Collage arbeitete. Er bevorzugte dabei abstrakte Collagen, bei denen er aus nichtfigürlichen Elementen oder durch Kombination von Zeitungs- bzw. Lichtbildfragmenten mit nichtfigürlichen Elementen abstrakte Kombinationen bildete. Von der Collage ging Rodtschenko zur Fotomontage über.

### Fotografie
Vom Dadaismus beeinflusst, gelangte Rodtschenko über die Fotomontage zur Fotografie, wobei er bald zu einem wichtigen Vertreter der russischen Konstruktivisten wurde. Er wurde besonders durch seine ungewöhnlichen Perspektiven bekannt, aber auch durch die starke abstrakt-grafische Wirkung seiner Aufnahmen. Unter dem Einfluss der geänderten politischen Vorgaben in den 1930er-Jahren wandte er sich der Reportage- und Sportfotografie zu, bevor er 1942 die Fotografie ganz aufgab und wieder als Maler arbeitete.
Berühmte Aufnahmen sind z. B. Die Treppe, Mädchen mit Leica oder Portrait der Mutter. Seine Standardkameras waren die Leica und die FED des sowjetischen Herstellers FED (Charkiw; heutige Ukraine).

## Sonstiges
Alexander Rodtschenko und Warwara Stepanowa hatten eine Tochter, Warwara Rodtschenko (* 1925 † 2019), die ebenfalls Künstlerin wurde. Deren Sohn Alexander Lawrentjew (* 1954) ist Professor an der Staatlichen Künstlerisch-Technischen Akademie S.G. Stroganow in Moskau.
Die Erste Russische Kunstausstellung Berlin 1922 zeigte Rodtschenkos Gemälde Gegenstandslos, Konstruktion, Schwarze Komposition, Rote Farbe, Komposition, Suprematismus sowie einige Zeichnungen zu Architekturprojekten.

## Werke (Auswahl)
siehe: Liste von Werken Alexander Rodtschenkos

## Ausstellungen zu Lebzeiten
- 2. Periodische Gemäldeausstellung, Kasan, 1913
- 3. Periodische Gemäldeausstellung, Kasan, 1913
- 5. Gemäldeausstellung, Perm, 1914
- Futuristische Ausstellung „Magasin“, Moskau, 1914
- 4. Ausstellung für Malerei und Skulptur „Gegenwartskunst“, Moskau, 1914
- 5 Jahre Arbeit, Klub der Linken Föderation der Gewerkschaft der Künstler und Maler, Moskau, 1918 (Einzelausstellung)
- Erste Malerei-Ausstellung der Gewerkschaft der Künstler und Maler (ISO Narkompros), Moskau, 1918
- V. Staatliche Gemäldeausstellung, Museum der Schönen Künste, Moskau, 1919
- X. Staatliche Gemäldeausstellung „Gegenstandslose Kunst und Suprematismus“ (ISO Narkompros), Moskau, 1919
- 1. Staatliche Gemäldeausstellung lokaler und Moskauer Künstler, Witebsk, 1919
- III. Gemäldeausstellung, Rjasan, 1919
- XI. Staatliche Ausstellung von Arbeiten der Mitglieder des Verbands für Angewandte Kunst und Produktgestaltung, Moskau, 1919
- XIX. Staatliche Ausstellung des Allrussischen zentralen Ausstellungsbüros der ISO Narkompros, Moskau, 1920
- Zweite Ausstellung der OBMOChU, Moskau, 22. Mai bis Juni 1921
- 5 x 5 = 25, V.S.P (Klub des Allrussischen Dichterverbandes), Moskau, September bis Oktober 1921
- Ausstellung zum 3. Weltkongress der Kommunistischen Internationale (Komintern), Moskau, 1921
- 3. Sowjetsker Wanderausstellung für Bildende Künste, Sowetsk, 1921
- Erste Russische Kunstausstellung Berlin 1922, Galerie Van Diemen & Co Berlin, 15. Oktober bis Ende 1922; Stedelijk Museum Amsterdam, 29. April bis 28. Mai 1923
- Bühnenbild- und Kostümkunst in Moskau 1918–1923, Museum für Dekorative Malerei, Moskau, 1923
- XIV. Internationale Kunstausstellung Biennale, Venedig, 1924
- Exposition internationale des Arts Décoratifs et industriels modernes, Parc Esplanade des Invalides, Paris, 28. April bis 25. Oktober 1925
- Erste Filmplakatausstellung, Staatliche Akademie der Kunstwissenschaften, Moskau, 1925
- Zweite Filmplakatausstellung, Kammertheater, Moskau, 1926
- International Theatre Exhibition, New York, 1926
- Allunionsausstellung für Polygraphie, Haupthaus der Allunionsausstellung für Landwirtschaft, Moskau, 1927
- Internationale Buchkunst-Ausstellung (IBA), Leipzig, 1927
- Zehn Jahre sowjetische Fotografie, Staatliche Akademie der Kunstwissenschaften, Moskau, 1928
- XXIII. Internationaler Fotosalon, Paris, 1928
- VIII. Internationaler Fotosalon, New Westminster, 1928
- II. Italienischer Salon für Internationale Fotokunst, Turin, 1928
- Moderne Buchkunst, Internationale Ausstellung, Köln, 1928
- 10 Jahre russische Zeichenkunst nach der Oktoberrevolution, Tretjakow-Galerie, Moskau, 1928
- Film und Foto, Ausstellung des Deutschen Werkbundes, Stuttgart, 1929
- Erster Internationaler Fotosalon, Chicago, 1929
- Erste Internationale Ausstellung der Fotografie, Wien, 1929
- W. Majakowski. 20 Jahre Arbeit, Staatliches Literaturmuseum, Moskau, 1930
- Erste Ausstellung der Vereinigung „Oktober“, Kultur- und Erholungspark, Moskau, 1930
- Ausstellung der sowjetischen Fotografie und des sowjetischen Films, Paris, 1930
- Ausstellung von Fotos und Filmfotos aus der Sowjetunion in den Niederlanden, Amsterdam, 1930
- Ausstellung von Arbeiten der Fotogruppe „Oktober“, Haus der Presse, Moskau, 1931
- Zeitgenössische sowjetische Kunst, New York, 1932
- Ausstellung sowjetischer Kunst, Königsberg, 1932
- Auf der Baustelle des Moskau-Wolga-Kanals, Dmitrow, 1933
- 15 Jahre Bildende Kunst der RSFSR 1917–1932, Moskau, 1933
- Ausstellung sowjetischer Grafik, Fotografie, Buch- und Plakatkunst, Madrid, 1933
- X. Internationaler Fotosalon, Saragossa, 1934
- Ausstellung des Verbands polnischer Fotografen, Warschau, 1934
- Ausstellung der Meister der sowjetischen Fotokunst, Moskau, 1935
- Internationaler Fotosalon, Prag, 1936
- I. Allunionsausstellung der Fotokunst, Moskau, 1937
- Weltfachausstellung, Sektion Presse des sowjetischen Pavillons, Paris, 1937
- Zeitgenössische russische Fotografie, London, 1937
- XXXII. Internationaler Fotosalon, Paris, 1937
- I. Allunionsausstellung der Fotokunst, Leningrad, 1938
- Allunionsausstellung zur 20-Jahr-Feier des Kommunistischen Jugendverbands, Moskau, 1938
- XXXIII. Internationaler Fotosalon, Paris, 1938
- XII. Internationaler Fotosalon „Iris“, Antwerpen, 1938
- Internationaler Fotosalon, Prag, 1938
- Sowjetische Fotokunstausstellung, Kaunas, 1938
- Internationale Fotoausstellung, Harris Museum and Art Gallery, Preston, 1939
- Achter Internationaler Fotosalon, Boston, 1939
- VI. Salon der Fotografie „Albert I.“, Charleroi, 1939
- Internationale Presseausstellung, New York, 1939
- VIII. Internationale Fotokunstausstellung, Zagreb, 1939
- Internationaler Fotosalon, Helsinki, 1945
- Zweiter Internationaler Fotosalon, Kairo, 1947
- Erste Ausstellung Moskauer Buchkünstler, Moskau, 1948
- Ausstellung der Fotokunst, Zentrales Haus der Journalisten, Moskau, 1955